# Александров, Владимир Валентинович
Владимир Валентинович Александров (1 января 1938, Память Парижской Коммуны Нижегородской области — после 1 апреля 1985 года, Мадрид) — советский учёный-математик, физик и климатолог, специалист в области динамики газов и плазмы, соавтор математической модели «ядерной зимы».
Исчез в апреле 1985 году в Мадриде во время командировки на международную конференцию, дальнейшая судьба остается неизвестна.

## Биография
Родился в семье Валентина Ивановича Александрова, выпускника математического факультета МГУ, и Манефы Ивановны Козиной, выпускницы педагогического института, учителя русского языка и литературы.
Закончил среднюю школу в посёлке Ильинский Раменского района Московской области с серебряной медалью и поступил в МФТИ, аэродинамический факультет которого закончил по специальности «аэродинамика» в 1961 году с присвоением квалификации инженера-физика.
В 1967 году защитил диссертацию на соискание учёной степени кандидата физико-математических наук по теме «Течение излучающего газа в осесимметричных соплах».
В конце 1970-х годов Вычислительном центре АН СССР математик Н. Н. Моисеевым создал две лаборатории, занимавшиеся моделированием океанических и атмосферных в целях анализа и прогнозирования взаимоотношений человека и биосферы Земли. Одну из лабораторий возглавил Александров, где разрабатывал методы вычислительной физики в климатологии и занимался разработкой модели общей циркуляции океана и атмосферы. Работа велась совместно с А. М. Тарко и Н. Н. Моисеевым.
В рамках соглашения об обмене результатами научных исследований командировался в 1978, 1980 и 1982 годах в США и обучался в Национальном центре атмосферных исследований (NCAR), где имел возможность рассчитывать и проверять создаваемые им модели на суперкомпьютере Cray-1, многократно превосходившем по своим вычислительным возможностям советские аналоги. В 1983 году вошёл в группу учёных под руководством Е. П. Велихова для работы над сценариями ядерной зимы.
В 1982 году представил научной общественности математическое решение проблемы бароклинности. В последующие годы, используя модель для расчета климатических последствий ядерной войны, совместно с Г. Л. Стенчиковым стал одним из создателей концепции «ядерной зимы», описав её перспективы и последствия.
Полученные в ходе моделирования результаты, начиная с 1983 году, докладывались Александровым на международных конференциях, выступлениях и слушаниях в Хельсинки, Эриче (Сицилия), Вашингтоне и Ватикане и вызвали широкий общественный резонанс. Разработанная Александровым математическая модель общей циркуляции атмосферы и океана показала неизбежность резкого падения температуры в случае глобального ядерного конфликта.

Математическая модель ядерной зимы говорила о том, что даже трети зарядов, <…> хватит для того, чтобы в верхние слои атмосферы поднялось такое количество сажи, из-за которого солнечный свет перестанет достигать земной поверхности на протяжении многих месяцев. Температуры упадут ниже нулевой отметки, и климат претерпит такие изменения, что уже не сможет вернуться к первоначальному состоянию. Живые виды начнут стремительно гибнуть.
<…> гибель будет ждать все тропические жаркие леса и их обитателей, а в случае, если стороны обменяются ядерными ударами в теплое время года, погибнет даже тайга. Температура, по прогнозам Александрова, начнет повышаться лишь через год после начала ядерной зимы. Очищение всей планеты займет около 150 лет, но полного ее восстановления при этом не произойдет никогда. <…> спустя 30 лет после ядерных ударов в атмосфере Земли значительно возрастет содержание угарного газа и в целом планета изменится до неузнаваемости.

Модель критиковалась американскими климатологами Р. П. Турко и С. Л. Томпсоном (англ. Starley L. Thompson), которые занимались разработками аналогичных моделей. Они, будучи разочарованы возникающими сложностями в обмене научной информацией с советской стороной, отмечали, что модель Александрова — «очень слабая работа, грубая и с серьезными недостатками», это «примитивное воспроизведение устаревшей американской модели», она «содержит ряд недостатков», и «один из главных выводов, очевидно, неверен». Александров смог дать ответ на эти претензии в письме в журнал «Science». В том же номере Турко отказался от жесткой критики (заменив «недостатки» на «слабые места»), подчеркнул, что американские модели также не свободны от недостатков, выводы Александрова «качественно согласуются с нашими исследованиями», сообщил, что пишет с ним в соавторстве статьи и приветствует «новаторский вклад» и пионерские работы Александрова в области «трехмерного моделирования последствий ядерной зимы». Томпсон сообщил, что его комментарии были вырваны из контекста, тем не менее расчеты Александрова — предварительные и содержат недостатки, которые ещё предстоит исправить.

### Исчезновение
В 1985 году Александров был приглашён в Кордову (Испания) на II Международную конференцию местных властей безъядерных зон. 1 апреля 1985 года он вышел из гостиницы в Мадриде на прогулку и не вернулся.
Было выдвинуто несколько теорий о пропаже. Журнал «Time» писал:

Тайна его исчезновения усугубляется подозрениями некоторых западных ученых, что сценарий ядерной зимы был предложен Москвой, чтобы дать антиядерному движению в США и Европе новые средства в борьбе с наращиванием Америкой военной мощи.

В декабре 1985 года Академия наук СССР опубликовала специальное заявление о пропаже Александрова.
На вопросы журналистов в 1986 году некоторые мадридские знакомые сообщали о том, что якобы видели, как тот сопротивлялся, когда его везли к советскому посольству.
Предполагалось, что работы Александрова на суперкомпьютерах по проблеме «ядерной зимы» ставили в одинаково неловкое положение и СССР, и США.
По данным Архива Митрохина, в ходе конференции в 1987 году глава Первого главного управления КГБ В. А. Крючков обвинил заместителя директора ЦРУ Роберта Гейтса в похищении Александрова и удерживании против его воли.
В своих книгах французский физик Жан-Пьер Пёти, знавший Александрова лично, утверждал, что последний стал жертвой заказного убийства.

### Комментарии
1. ↑  Наиболее известные[21] американские модели «ядерной зимы» — Крутцена-Биркса[22], Маккракена[23] и TTAPS[24] (по фамилиям разработчиков — Р. П. Турко, О. Тун, Т. П. Акерман (англ. Thomas P. Ackerman), Дж. Б. Поллак и К. Саган) — были одно- и двухмерными.

## Основные работы
- Александров В. В. Динамика излучающего газа. Вып. 1. — М.: Изд-во ВЦ АН СССР, 1974. — 136 с.
- Александров В. В., Котеров В. Н. Динамика излучающего газа. Уч. пособие. — М.: [Б. и.], 1976. — 91 с.
- Александров В. В. Параметризация бароклинной неустойчивости в моделях общей циркуляции атмосферы. — М.: Изд-во ВЦ АН СССР, 1982. — 59 с.
- Моисеев Н. Н., Александров В. В., Тарко А. М. Человек и биосфера. Опыт системного анализа и эксперименты с моделями. — М.: «Наука», 1985. — 272 с.